# Het meisje zonder handen
Het meisje zonder handen is een sprookje uit Kinder- und Hausmärchen, de verzameling van de gebroeders Grimm, met als nummer KHM31. De oorspronkelijke naam is Das Mädchen ohne Hände.

## Het verhaal
Een molenaar is erg arm en komt in het bos een oude man tegen die hem veel rijkdom belooft, in ruil voor wat achter zijn molen staat. De man wil zijn appelboom wel ruilen, maar als hij thuiskomt blijkt zijn dochter achter de molen te staan en zijn vrouw is erg bedroefd. Het meisje is mooi en na drie jaar komt de duivel haar halen. Ze wast zich en tekent een cirkel met krijt om zich heen. De duivel kan haar niet pakken en wil dat de molenaar al het water weghaalt, zodat ze zich niet kan wassen. Dat doet hij. Het meisje heeft gehuild en de tranen hebben haar handen schoongemaakt, waardoor de duivel haar de volgende dag niet kan meenemen. De duivel wil dan dat de vader haar handen afhakt en dit gebeurt. Het meisje huilt erg hard en haar stompjes worden schoon, waardoor de duivel haar niet kan meenemen. Hij heeft geen recht meer op haar en verdwijnt.
De molenaar is dankbaar voor zijn rijkdom en wil voor zijn dochter zorgen, maar zij wil weg en vertrekt met zonsopgang. Als het donker wordt, komt ze bij een koninklijke tuin en ziet prachtige bomen met vruchten. Ze bidt en een engel sluist haar door het water naar de tuin en de tuinman ziet hoe ze een peer eet. De koning telt de volgende dag de peren en ziet dat er één ontbreekt. De tuinman vertelt over de sneeuwwitte geest die de figuur zonder handen over het water haalde. De koning waakt bij zijn boom samen met een priester en de tuinman. Ze zien het meisje met haar mond een peer van de boom halen en de engel staat ernaast. De koning neemt haar mee naar zijn paleis en laat zilveren handen voor haar smeden.
Ze trouwen en na een jaar gaat de koning op reis. De koningin bevalt van een zoon en de oude moeder stuurt een brief naar de koning, maar de bode rust bij een beek en valt in slaap. De duivel verwisselt de brief en hierin staat dat er een wisselkind uit zijn vrouw is geboren. De koning schrikt, maar schrijft dat de oude koningin goed voor zijn vrouw en het kind moet zorgen. De bode valt opnieuw in slaap en de brief wordt weer verwisseld. De koningin leest dat ze het kind en de jonge koningin moet doden en er volgt een briefwisseling, maar elke brief wordt verwisseld. Ze moet de tong en ogen van de koningin bewaren, maar ze haalt een hinde en doodt dit dier. Ze laat de jonge koningin vluchten en deze gaat met haar kind naar een woud. Ze komt bij een klein huisje en een sneeuwwitte jonkvrouw ontvangt haar en laat het kindje drinken. Ze blijven er zeven jaar en de handen van de vrouw groeien terug.
De koning komt terug van zijn reis en wil zijn kind en vrouw zien, maar zijn moeder vraagt waarom hij haar vroeg hen te doden. Ze laat hem de tong en ogen van de hinde zien en als ze het verdriet van haar zoon ziet, bekent ze het ware verhaal. De koning zoekt zeven jaren naar zijn vrouw en kind en eet en drinkt niet, maar blijft door God in leven. Hij komt in een woud en ziet een huisje met het bordje "vrij wonen voor iedereen" en de witte jonkvrouw onthaalt hem. Hij valt in slaap met een doek over zijn gezicht en zijn zoon weet niet wie hij is. De man ziet dat zijn vrouw weer handen heeft en de engel toont de zilveren handen. De man kust Smartekind en zijn vrouw en ze eten samen, waarna ze naar de oude moeder gaan. Er wordt voor een tweede maal bruiloft gevierd.

## Achtergronden bij het verhaal
- Het sprookje komt uit Hessen en is samengesteld uit twee verhalen.
- Er zijn vele varianten, soms snijdt de vader de tong uit of hakt hij een arm af. Soms vindt het meisje een beek waarin alles weer aangroeit.
- Het sprookje heeft kenmerken van een legende; het herstel van afgehouwen handen door goddelijk ingrijpen.
- De appelboom achter de molen herinnert aan het paradijsverhaal en de appel van Eva.
- De overhaaste belofte komt ook voor in het Bijbelverhaal over Jefta (Richteren 11), De zingende springende leeuwerik (KHM88), De koning van de gouden berg (KHM92), Hans-mijn-egel (KHM108), De waternimf in de vijver (KHM181), De drie groene twijgen (KHM206) en in "Het meisje zonder handen" uit Sprookjes uit de Lage landen.
- De molenaar als vader, zie ook De roversbruidegom (KHM40), Repelsteeltje (KHM55), De arme molenaarsknecht en het katje (KHM106) en De waternimf in de vijver (KHM181).
- Ook in De drie talen (KHM33) en Sneeuwwitje (KHM53) worden delen van een dier gebruikt als bewijs, het slachtoffer kan vluchten.
- Vergelijk Bontepels (KHM65) en De ganzenhoedster aan de bron (KHM179).